# Histocompatibilité
 (février 2023).
Si vous disposez d'ouvrages ou d'articles de référence ou si vous connaissez des sites web de qualité traitant du thème abordé ici, merci de compléter l'article en donnant les références utiles à sa vérifiabilité et en les liant à la section « Notes et références ».
L’histocompatibilité désigne le taux de compatibilité entre deux organes ou tissus, qui permet à une greffe (d'organe ou de cellules) de ne pas être rejetée,,. Cette compatibilité dépend des patrimoines génétiques du donneur et du receveur,. C'est la capacité pour le système immunitaire de reconnaître les molécules de CMH.